# Tsiroanomandidy (district)
Tsiroanomandidy is een district van Madagaskar in de provincie Antananarivo en de regio Bongolava. Het district telt 309.771 inwoners (2011) en heeft een oppervlakte van 8.977 km², verdeeld over 17 gemeentes. De hoofdplaats is Tsiroanomandidy.